# Викери, Хьюберт Брэдфорд
Хьюберт Брэдфорд Викери (28 февраля 1893 г. — 27 сентября 1978 г.) — канадско-американский биохимик и физиолог растений, пионер в области экспериментального определения аминокислотного состава белков. Работая редактором Journal of Biological Chemistry, он стандартизировал использование префиксов D (dextro) и L (laevo) для обозначения оптической изомерии аминокислот, а позже его стандарт стал частью номенклатуры ИЮПАК.

## Биография
Викери родился в Ярмуте, Новая Шотландия, и был вторым сыном Мэри Кэтрин Дадман и Эдгара Дженкинса Викери. Когда ему было четырнадцать, отец, владелец книжного магазина, подарил ему книгу Дж. Дормана Стила «Четырнадцать недель в химии» на Рождество. Книга пробудила в нём интерес к химии, который остался с ним на всю жизнь. Викери поступил в Университет Далхаузи, закончив его с отличием по направлению химия, а затем преподавал в средней школе в Галифаксе. Преподавательскую деятельность пришлось прервать в декабре 1917 года, когда соседний корабль взорвался и повредил школу. Затем Викери работал в компании Imperial Oil Company химиком-аналитиком. Он получил степень магистра в 1920 году, а после отправился изучать органическую химию в Йельский университет под руководством Томаса Б. Осборна, где изучал гидролиз глиадина для своей докторской диссертации, которую окончил в 1922 году. После этого он устроился на работу на сельскохозяйственную экспериментальную станцию Коннектикута в Нью-Хейвене. Здесь его исследования были в основном посвящена биохимии растений и выяснению витаминного состава люцерны, но в итоге это привело к изучению белков данного растения. Затем он переключился на изучение аминокислотного состава белков, в частности изучение состава гемоглобина. Также он исследовал метаболизм табака. Викери и его коллеги внесли значительный вклад в изучения CAM-метаболизма, проведя подробный количественный анализ потока метаболитов, а также продемонстрировав его жёсткую эндогенную периодичность. Другим важным вкладом Викери была стандартизация названий аминокислот и представление асимметричных атомов углерода с использованием префиксов D и L. Он также изучал историю химии белков и аминокислот. В 1972 году он опубликовал автобиографический обзор своей работы в качестве биохимика растений.
Во время Второй мировой войны Викери работал с Эдвином Дж. Коном в Гарварде и в 1946 году был приглашен стать свидетелем испытания атомной бомбы в атолле Бикини. Викери преподавал химию белков в Йельском университете до выхода на пенсию в 1963 году.